# 褚民誼
褚 民誼（ちょ みんぎ、1884年〈光緒10年〉1月17日 - 1946年〈民国35年〉8月23日）は、中華民国の政治家、外交官、医者。中国国民党員として国民政府に参加し、汪兆銘の腹心の1人であった。後に南京国民政府に参加し要職を歴任した。原名は明遺。字は重行。

## 事跡

### 欧州での活動
士大夫の家柄に生まれる。父の褚吉田は、名医として評判があった。褚民誼は最初旧学を学んだが、後に英語や理数系の学問に親しんだ。1903年（光緒29年）、日本へ留学し、日本大学で政治経済学を学ぶ。この時、革命思想に傾倒し、1906年（光緒32年）、同郷の張静江とともにフランスへ向かう途中のシンガポールで、中国同盟会に加入した。フランスでは、呉敬恒（呉稚暉）・李石曽・蔡元培らとともに中国印書局を創設している。『新世紀月刊』『世界画報』などの刊行物を発行して、革命思想の宣伝に努めた。
1911年（宣統3年）11月、褚民誼は、辛亥革命により革命派が掌握した上海に戻る。この時、黄興の紹介により、汪兆銘・陳璧君夫婦と知り合った。褚は、陳璧君の義妹である陳舜貞と結婚している。1912年（民国元年）4月、褚は同盟会本部駐上海機関部の総務長に就任した。しかし、まもなく宋教仁が国民党に改組すると、これに失望してベルギーに留学する。ブリュッセル自由大学で学んだ。
その後、1915年（民国4年）に、袁世凱打倒活動のため一時帰国した。まもなく欧州に戻り、フランスで蔡元培・汪兆銘らと「華法教育会」を立ち上げ、中国人留学生の支援組織とした。1920年（民国9年）、呉敬恒・李石曽らとリヨン中法大学を創設した。褚自身は、同年にストラスブール大学で医学を学ぶ。1924年（民国13年）、医学博士号を取得した。

### 国民党での活動
同年末に、褚は帰国して、孫文率いる中国国民党で教育工作に従事する。広東大学教授、同代理校長、広東医学院院長を歴任した。1926年（民国15年）1月、国民党第2回全国代表大会で中央候補執行委員に選出され、まもなく執行委員に昇格した。以後、汪兆銘の腹心として党政活動に参加し、改組派と目された。この年の北伐では、総司令部軍医長として各省を回る。1928年（民国17年）、公衆衛生研究のため欧州に出張した。帰国後、国民衛生建設委員会委員長に任ぜられている。
1932年（民国21年）1月、蔣介石と和解した汪が行政院院長に就任すると、褚は行政院秘書長に任命された。さらに1934年（民国23年）には、国民党新疆建設計画委員会主任委員も兼任している。しかし1935年（民国24年）11月に、汪が銃撃・負傷により辞任すると、褚も辞任し、上海の中法国立工学院院長等に異動した。

### 南京国民政府での活動

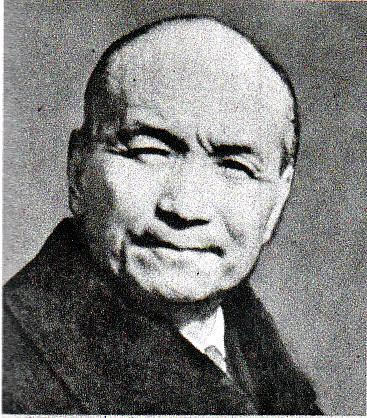
褚民誼(『写真週報』1940年4月3日号)

1937年（民国26年）に上海が日本軍により陥落したが、褚民誼は、中法国立工学院の事務に係り、そのまま上海に留まった。1939年（民国28年）5月、上海を秘密裏に訪問した汪兆銘の誘いに応じ、褚も親日政府樹立に動くことになった。同年8月、汪が上海で国民党第6回全国代表大会を開催する。褚は中央監察委員会常務委員、中央党部秘書長に選出された。
1940年（民国29年）3月、南京国民政府が成立すると、褚は行政院副院長兼外交部部長に任命された。以後、日本との外交折衝を主に担当する。同年12月に、駐日大使となった。1941年（民国30年）10月、外交部長に復帰している。その後も外交事務を引き受け、後に昭和天皇から勲一等旭日大綬章を授与されている。南京国民政府では、特に汪兆銘・陳璧君に近い派閥である「公館派」の一員と目された。1944年（民国33年）11月に汪が死去すると、陳公博が代理主席となった。しかし、陳公博と褚民誼は不仲で対立が激しく、周仏海の斡旋が必要なほどであったとされる。
1945年（民国34年）7月、広東省長兼保安司令、広州綏靖主任に任命された。同年8月に日本が敗北すると、褚は、蔣介石に対して従順な姿勢をとった。しかし、結局10月に広州で蔣の命により逮捕されてしまう。1946年（民国35年）4月、漢奸の罪により死刑を宣告され、同年8月23日、蘇州の監獄で処刑された。享年63。